# Fela Management
Die FELA Management AG in Diessenhofen, Schweiz, gehört zur 1967 gegründeten FELA-Gruppe. Als Hersteller von elektronischen Komponenten und Verkehrstelematiksystemen bietet Fela Technologien und Dienstleistungen für die Schwerpunkte Straßengebührenerfassung, Ortungs- und Verkehrsmanagement sowie Fernwirkung und Energiemanagement.

## Produkte
Am 1. Januar 2001 startete in der Schweiz und Liechtenstein eine elektronisch erhobene, entfernungsabhängige Maut für LKW ab 3,5 t, die Leistungsabhängige Schwerverkehrsabgabe (LSVA). Fela war Entwickler und Lieferant des damals eingesetzten Gebührenerfassungsgerätes Tripon. In Deutschland war die Schweizer FELA Mitbewerber in der Ausschreibung um die Realisierung der Lkw-Maut in Deutschland, kam jedoch gegenüber dem deutschen Konsortium Toll Collect nicht zum Zuge.
EasyDrive heißen Systemlösungen von FELA für Bahn und ÖPNV: Das Portfolio umfasst unter anderem Leitsysteme, Ticketsysteme, interne und externe Fahrgastinformationssysteme, Videoüberwachung, Notsprechsysteme und dynamische Fahrgastinformation an Haltestellen.
Mit dem Telematiksystem CarLoc bietet FELA Komplettlösungen für die Transport- und Logistikindustrie.
Die Produktlinie Adyna schließlich umfasst Systeme rund um das Energiemanagement, die M2M-Kommunikation, das Smart Metering und Smart Home-Technologien. Ein Branchenfokus liegt dabei auf der Gebäude-Automation.

## Fusion mit Adyna
Im Jahr 2012 fusionierte die Adyna GmbH aus Ermatingen mit der FELA Management AG. Ziel dieser Fusion war es, Unternehmen aus Industrie und Logistik ein umfassendes Lösungsportfolio zur Verfügung zu stellen, mit dem jedwede Verbraucher intelligent erfasst, gesteuert und optimiert werden können. Alle Mitarbeitenden der Adyna GmbH wurden bei der FELA Management AG in Diessenhofen weiterbeschäftigt.